# Acholades asteris
Acholades, Acholadidae
Famille
Genre
Espèce
Acholades asteris est une espèce de vers plats marins, la seule du genre Acholades et de la famille des Acholadidae. Cette famille appartient au sous-ordre des Dalytyphloplanida et à l'ordre des Rhabdocoela. 

## Description
Acholades asteris est parasite de Coscinasterias calamaria, une étoile de mer.
Elle se rencontre sur les côtes de Tasmanie.

## Systématique
Les noms valides complets (avec auteur) de ces taxons sont :
- pour la famille : Acholadidae Hickman & Olsen, 1955[1]
- pour l'unique genre : Acholades Hickman & Olsen, 1955[1]
- pour l'unique espèce : Acholades asteris Hickman & Olsen, 1955[1]

### Publication originale
1. ↑  
(en) Vernon Victor Hickman et Albert Mervyn Olsen, « A new turbellarian parasite in the sea-star Coscinasterias calamaria (Gray) », Papers and Proceedings of the Royal Society of Tasmania, vol. 89,‎ 1955, p. 55-63